# Haderslebener Damm
Der Haderslebener Damm (dänisch Haderslev Dam) ist ein See westlich der Altstadt von Haderslev (dt. Hadersleben) in Dänemark. Er entstand bereits im Mittelalter durch Aufstauung an einer südlich der Stadt gelegenen Wassermühle. Durch den Mühlenstrom ist der See mit der Haderslebener Förde verbunden. Die Bezeichnung Damm beruht als interlingualer falscher Freund auf dem dänischen Wort für einen künstlich angelegten Teich (dam).

## Lage und Größe

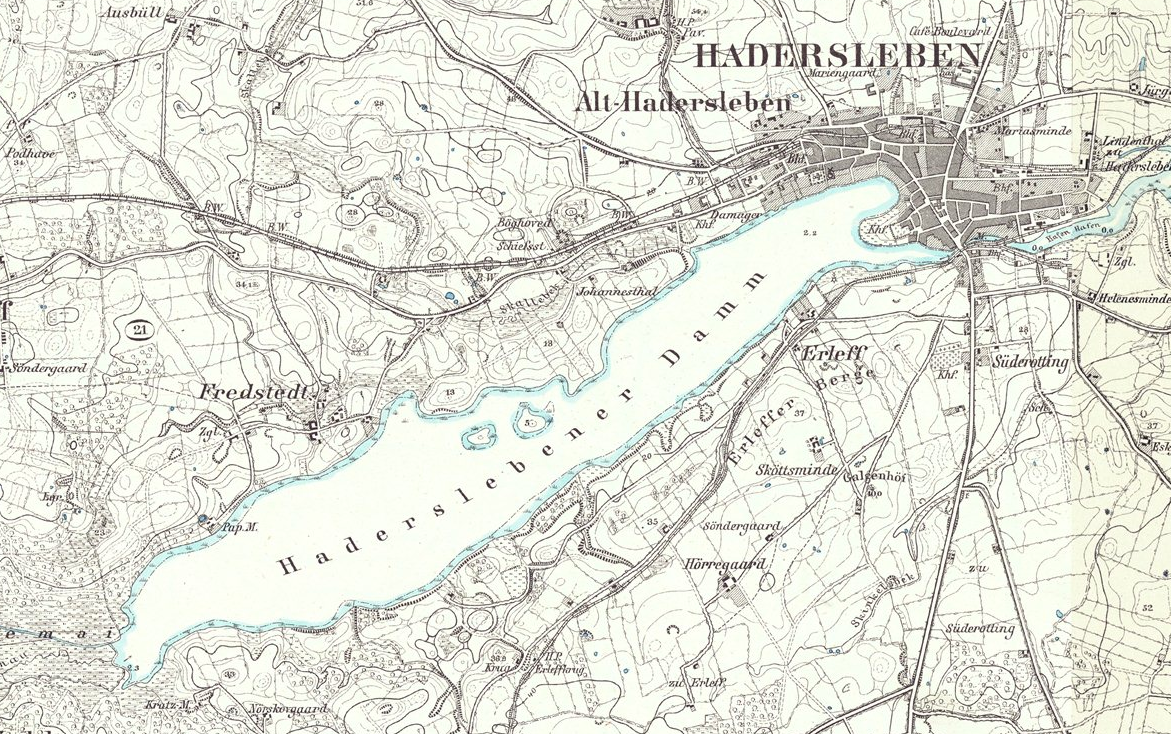
Haderslebener Damm („Preussiske kort 1880“)

Der insgesamt sechs Kilometer lange und bis zu einem Kilometer breite See gliedert sich heute in drei Teile, denn sowohl das westliche Ende (Hindemai/Hindemade) als auch der stadtnahe Abschnitt (Innerdamm) sind durch Dämme vom etwa 260 ha großen Hauptgewässer abgetrennt. Die Abtrennung des Innerdamms entstand in den 1950er Jahren, als die damalige Fernstraße A 10, bis zum Bau der heutigen Autobahn E 45 wichtigste Nord-Süd-Verbindung zwischen Deutschland und Dänemark, westlich der Haderslebener Altstadt verlegt wurde. Der Damm streckt sich durch das Haderslebener Urstromtal, welches auch die schmale Förde umfasst.

## Beschreibung
Während der westliche Teil des Sees mit seiner teils bewaldeten, teils sumpfigen Umgebung teilweise unter Naturschutz steht, ist der östliche stadtnahe Teil in einen Park integriert, in welchem vor allem im Sommer zahlreiche Veranstaltungen stattfinden. Hier befinden sich mehrere Spielplätze, ein Kräutergarten und ein Netz von Spazierwegen. Das am Südufer unweit der Altstadt gelegene frühere Dorf Erleff ist in den letzten Jahren stark gewachsen, vor allem durch Einfamilienhausbebauung. Am Nordufer liegt Alt-Hadersleben, ursprünglich ein neben der gleichnamigen Stadt existierendes und erst 1910 voll eingemeindetes Dorf mit Vorstadtcharakter, das von der Hauptstraße nach Ribe (deutsch Ripen) durchzogen wird. Unmittelbar östlich der Umgehungsstraße liegt die romanische Alt-Haderslebener St. Severinskirche, die mit ihrem hohen Turm das Nordufer des Innerdamms beherrscht. Am nordwestlichen Ende des Sees liegt Damende, ein weithin bekanntes Restaurant.

## Besonderes
Der Haderslebener Damm ist ein beliebtes Revier für Ruderer und Kanuten.

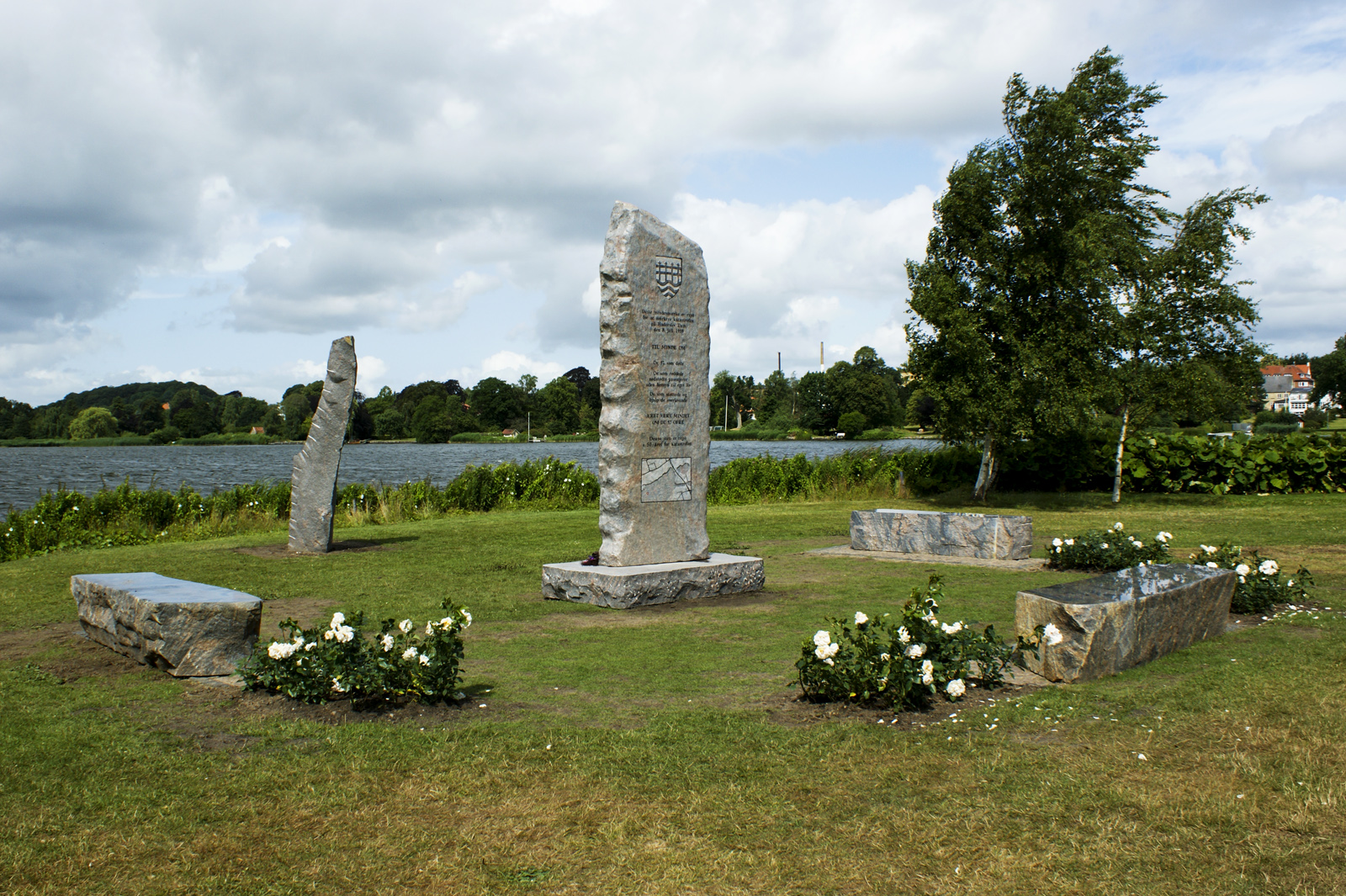
Gedenkstein

Dammende war früher Ausgangs- und Endpunkt für einen Ausflugsverkehr mit kleinen Schiffen. Traurige Berühmtheit erlangte die Schiffskatastrophe auf dem Haderslebener Damm, bei der am 8. Juli 1959 57 Menschen ums Leben kamen. Danach wurde der Ausflugsverkehr eingestellt. Zum 50. Jahrestag wurde nahe der Unglücksstelle ein Gedenkstein enthüllt. Im Sommer 2018 wurde der Fahrgastverkehr mit einem Boot mit Elektromotor wieder aufgenommen.